# Gorgone ampelina
Gorgone ampelina là một loài bướm đêm trong họ Noctuidae.